# Liviu Rusu (literat)
Liviu Rusu (n. 9 noiembrie 1901, Sărmașu, Austro-Ungaria – d. 17 decembrie 1985, Cluj-Napoca, România) a fost un psiholog, estetician, cercetător și istoric literar, profesor universitar la Universitatea din Cluj.

## Biografie
Tatăl său, Constantin Rusu, a fost preot greco-catolic, iar mama sa, Ema, s-a născut Turi. Primele trei clase primare le-a urmat în localitatea natală, între 1908-1911, iar clasa a IV-a a făcut-o la Liceul Evanghelic German din Bistrița (1911-1912), unde va studia și în ciclul gimnazial și în cel liceal, până în 1920.
Și-a continuat studiile la Facultatea de Drept (1920-1921), apoi la Facultatea de Litere și Filosofie din cadrul Universității „Regele Ferdinand I” din Cluj (1921-1925). Își începe cariera universitară încă din timpul studenției, fiind numit în 1923 preparator, iar după absolvire, în 1928, devine asistentul renumitului psiholog Florian Ștefănescu-Goangă, la Institutul de Psihologie din Cluj.
Teza de licență a fost Selecția copiilor dotați. Din 1928 este doctor în filosofie, specialitatea psihologie, la Universitatea „Regele Ferdinand I” din Cluj. Între 1928-1929 face o specializare în Germania, la Leipzig, Berlin, Hamburg. Din 1929 este conferențiar, iar din 1931 docent în Psihologie cu teza Aptitudinea tehnică și inteligența practică. A fost una dintre personalitățile de marcă ale vieții universitare clujene, recunoscut totodată și pe plan internațional, atât pentru activitatea sa didactică cât și pentru cea de estetician.
Preocupările din domeniul psihologiei s-au materializat în studii publicate, între 1929-1939, în Revista de psihologie, în volume colective (L. Rusu, L. Bologa, Nicolae Mărgineanu, Alexandru Roșca, D. Todoranu, Psihologia configurației, 1929) sau personale (Principiile de bază ale psihologhiei aplicate, 1929,  Problema orientării profesionale, 1929).
După o specializare la Paris (1933-1935), în 1935 își susține un doctorat de stat în estetică, sub conducerea lui Charles Lalo, la Universitatea Sorbona, cu teza principală Essai sur la creation artistique. Contribution a une esthetique dynamique, cea secundară fiind Le sens de l’existence dans la poésie populaire roumaine.
Din 1938 este profesor titular de estetică la Facultatea de Filosofie și Litere din Cluj, de unde este înlăturat de noile autorități în 1948. Până în 1961 este bibliotecar, alături de Lucian Blaga, la Academia R.P.R., filiala Cluj, din acest an și până în 1971 la catedră, la Universitatea „Babeș-Bolyai” din Cluj-Napoca, în specialitatea Literatură universală și comparată. În perioada în care a fost bibliotecar a lucrat în paralel și la Institutul de Lingvistică, fiind cercetător în cadrul colectivului de literatura română. A colaborat la diverse publicații de cultură din țară și străinătate, a participat la importante congrese internaționale de estetică și literatură comparată, a ținut conferințe publice, s-a manifestat în numeroase dezbateri polemice cu personalități ale vieții universitare și literare. Debutează în 1925 în ziarul „Națiunea”, din Cluj, cu critică literară.

## Distincții
- Ordinul „Meritul Științific” clasa a III-a (26 septembrie 1966) „pentru merite deosebite în activitatea științifică, cu prilejul Centenarului Academiei Republicii Socialiste România”[3]
- Ordinul Muncii clasa a II-a (26 iunie 1969) „în semn de prețuire a personalului didactic pentru activitatea meritorie în domeniul instruirii și educării elevilor și studenților și a contribuției aduse la dezvoltarea învățămîntului și culturii din patria noastră”[4]

## Opera
- Goethe, câteva aspecte, Cluj, 1932.
- Max Dessoir, estetician și filosof, Cluj, 1933.
- Essai sur la création artistique. Contribution a une esthetique dynamique, Paris, Alcan, 1935; București, 1972 (considerată lucrarea sa de căpătâi,[necesită citare] despre care s-au exprimat Charles Lalo, Charles Werner, Edgar de Bruyne, V. Feldman, Benjamin Fondane, Hector Talvart, Eliot D. Hutchinson, Guillaume de Bricqneville, P. Panici, D. Z. Milacici, Henri Focillon, R Müller-Freienfels, J. Gantner, Wellek și Warren, Cesare Pavese,  Mircea Mancaș, Petru Comarnescu).
- Le sens de l’existence dans la poesie populaire romaine, Paris, 1935.
- Estetica poeziei lirice , Cluj, 1937; ediția a II-a, București, 1944; ediția a III-a, București, 1969.
- Logica frumosului, Cluj, 1946, ediția a II-a, București, 1968.
- Eschil, Sofocle, Euripide, București, 1961; ediția a II-a, București, 1968.
- Eminescu și Schopenhauer, București, 1966.
- Viziunea lumii în poezia noastră populară: de la resemnare la acțiunea creatoare, București, 1967.
- Scrieri despre Titu Maiorescu , București, 1979.
- De la Eminescu la Lucian Blaga și și alte studii literare și estetice, București, 1971.
- Eseu despre creația artistică. Contribuții la o estetică dinamică, București, 1989.

## Afilieri
- Membru titular al Academiei de Științe Sociale și Politice
- Membru în comitetul de redacție al revistei de literatură comparată „Lenau-Forum” (Viena)
- Membru în Association internationale de littérature comparée
- Membru post-mortem al Academiei Române (din anul 2006)

## Premii
- Premiul „Bogdan Petriceicu Hasdeu” al Academiei pentru volumul Scrieri despre Titu Maiorescu (1979)
- Premiul special al Uniunii Scriitorilor pe anul 1980